# Амеланд

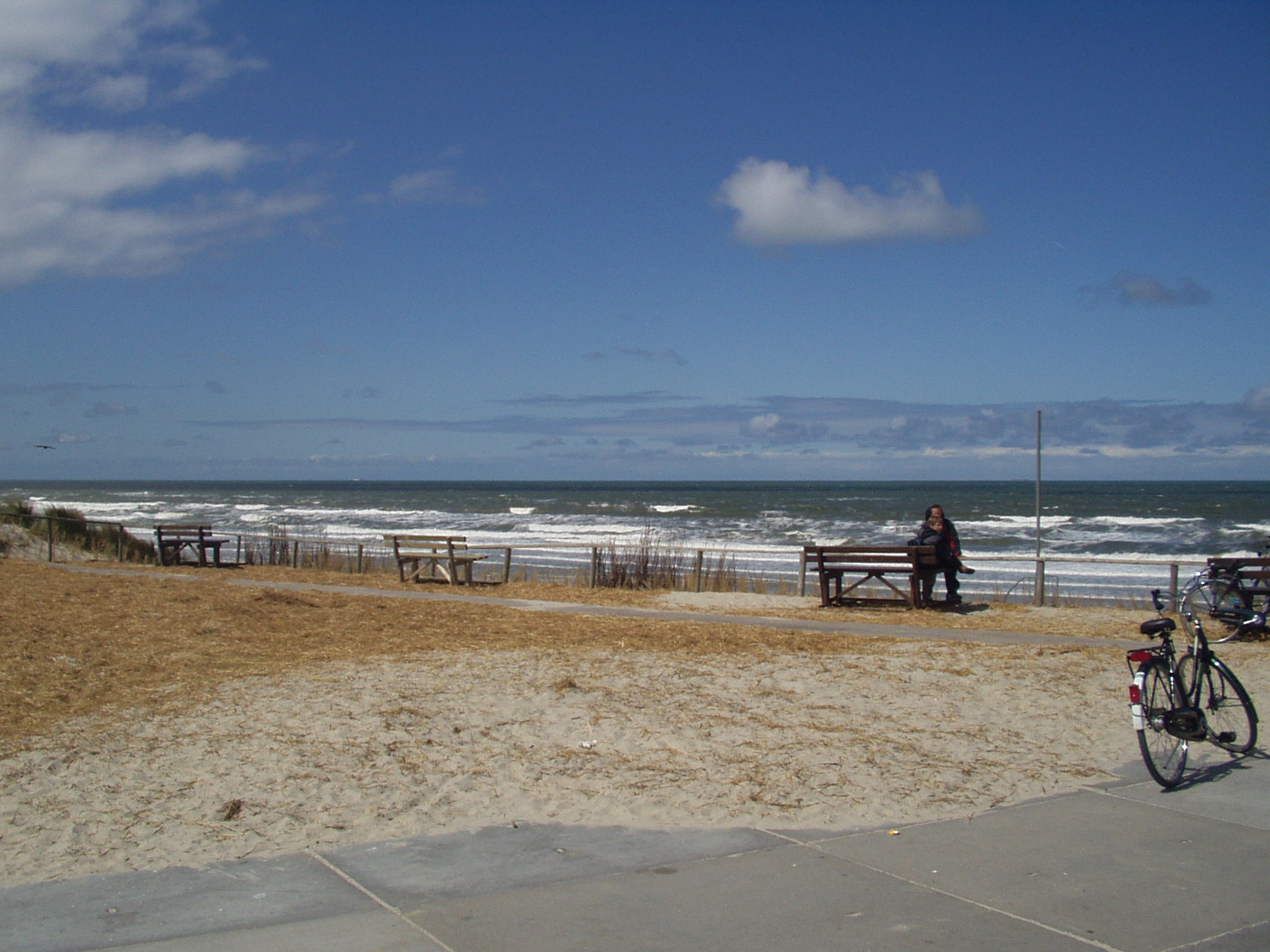
Пляжи острова

Амеланд (нидерл. Ameland, з.-фриз. It Amelân) — остров в Нидерландах, входящий в группу Фризских островов. Расположен между островами Терсхеллинг и Схирмонниког. Старинный очаг фризской свободы. Ныне административно остров является общиной, входящей в состав провинции Фрисландия.
Летом большое количество голландцев приезжают отдыхать в островные деревни.
На остров можно попасть на пароме из местечка Холверд на материке.

## История
Первое упоминание острова Амеланд (под именем Ambla) относится к VIII веку. В 889 г. остров принадлежал бенедиктинскому монастырю Фосверт (Foswert). Позднее амеландские фризы платили дань графу Голландскому вплоть до 1424 года, когда местный князь Ритске Йелмера (Ritske Jelmera; 1383 - 17 января 1450) объявил Амеланд - вольным владением (vrijheerschap). Ни Голландия, ни Священная Римская империя не признали независимости Амеланда, но и не предприняли попыток завоевать остров.
Каменный дом Ритске Йелмеры невдалеке от города Баллум (Ballum) сохранился до наших дней. Его правнук Питер Йелмера стал родоначальником фризского дворянского рода ван Камминга (Van Cammingha). Представители этого рода правили Амеландом до тех пор, покуда в 1708 году не скончался последний Камминга. Амеланд в то время не был частью Фрисландии или Голландии, но позиционировал себя независимым субъектом Священной Римской империи. И в 80-летней освободительной войне Нидерландов, и в Первой англо-голландской войне (1652-1654) Амеланд оставался нейтральным. 
В 1708 году штатгальтер Фрисландии Иоганн-Вильгельм-Фризо Оранский-Нассау провозгласил Амеландским князем себя. После него эту должность наследовали его сын Вильгельм IV Оранский и внук Вильгельм V Оранский, штатгальтеры всех Нидерландов.
Самобытное юридическое бытие Амеланда пресеклось в 1795 году, когда французскими оккупантами была создана марионеточная Батавская республика.
По Нидерландской конституции 1813 года, Амеланд стал частью провинции Фрисландия. А королям и королевам Нидерландов дан был титул Vrijheer van Ameland.
В 1872 - 1882 гг. остров Амеланд был соединён Амеландской дамбой (Aemelânse Dam) с соседним островом Хольверд (Holwerd).
В 1940 году Амеланд, как и всё Нидерландское королевство, был оккупирован немцами. В конце Второй мировой войны немецкий гарнизон острова сложил оружие лишь 3 июня 1945 года.

## Географические данные
Площадь: 60,02 км² (остальная территория, формально входящая в состав общины — это водная поверхность). Остров 22 километра в длину, наибольшая ширина составляет 5 км.
Население: 3587 человек (2013).
Населённые пункты: на острове существует несколько посёлков — Холлюм, Баллюм, Нес, Бюрен.
Строение и рельеф: остров имеет дюнное происхождение и является естественным барьером между Северным и Ваттовым морями. Остров находится в приливно-отливной зоне Северного моря. Перепад уровня воды составляет от 2 до 3 метров. За счёт отливов и небольшой глубины залива Ваддензе обнажаются большие площади ваттов.

## Галерея

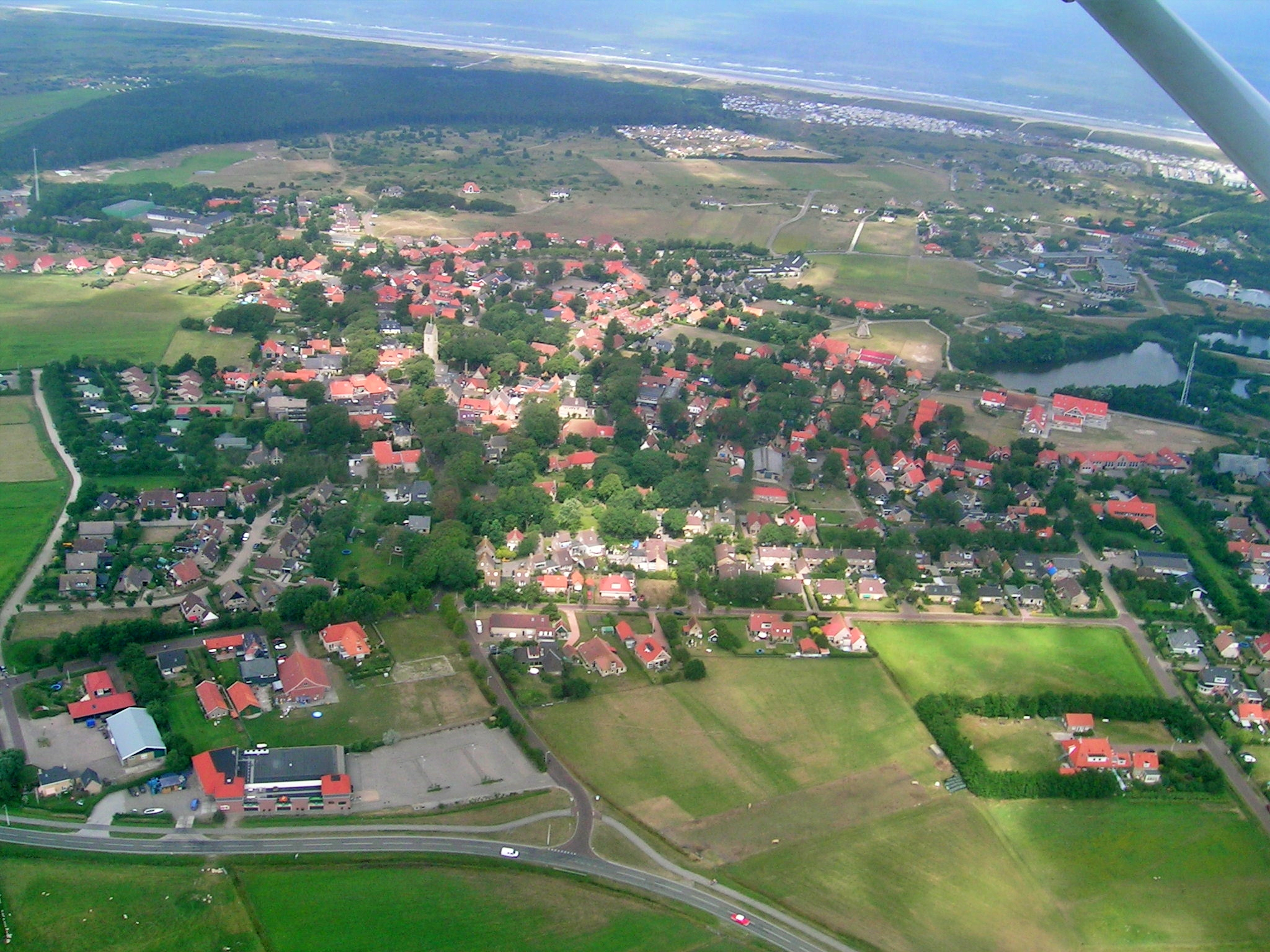
Алмеланд с самолёта
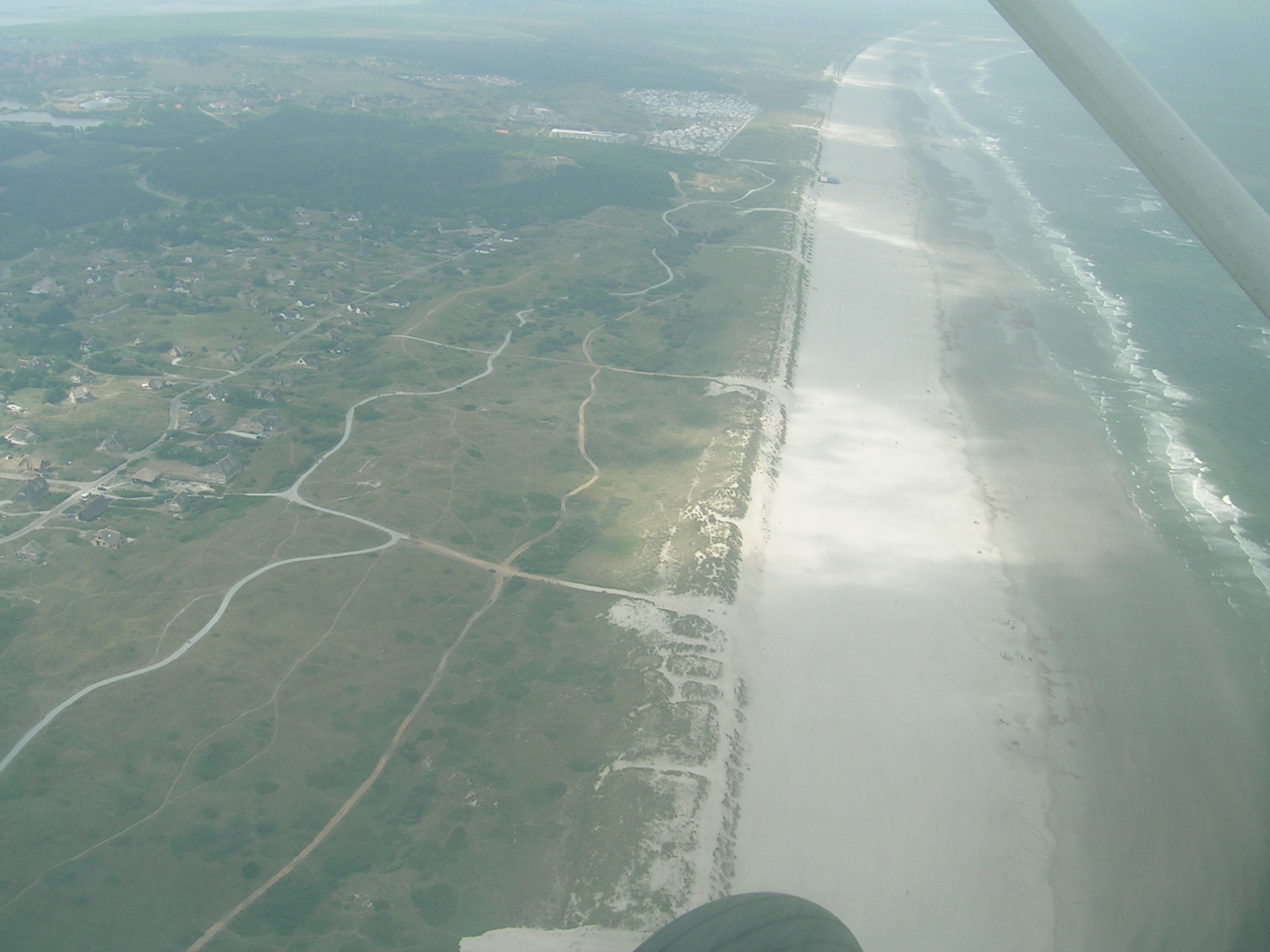
Алмеланд с самолёта
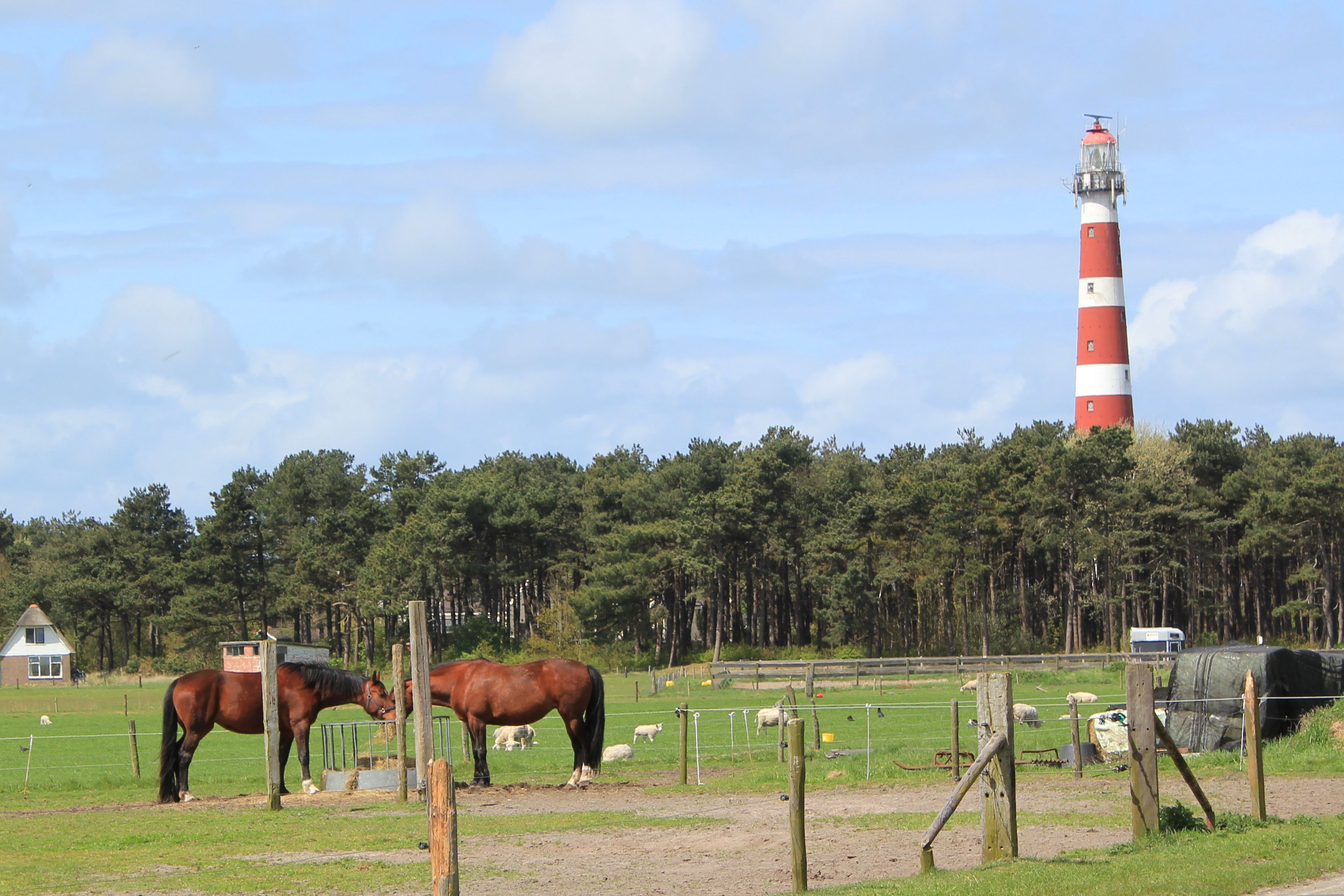
Кони и маяк
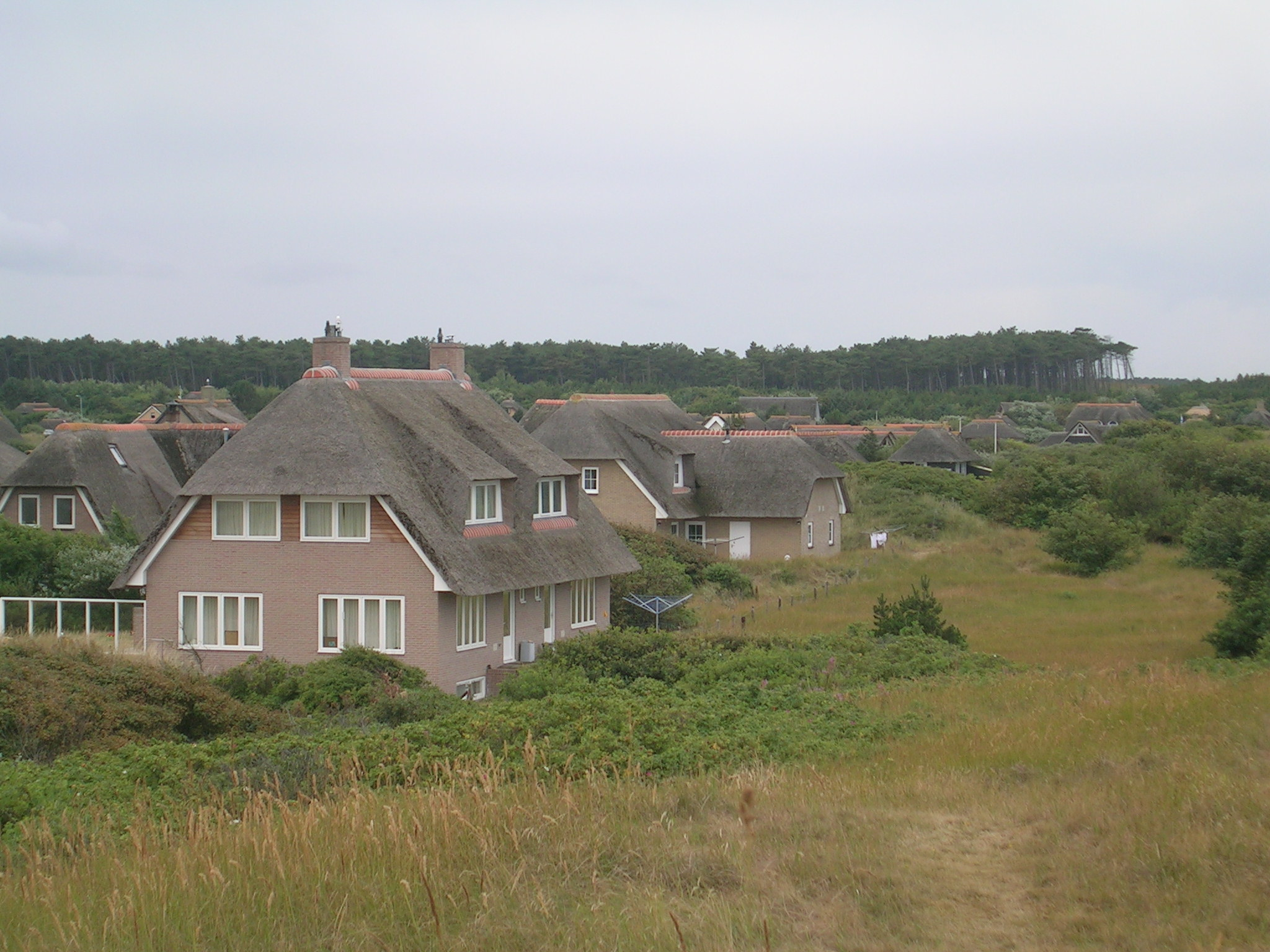
Дома на острове Алмеланд
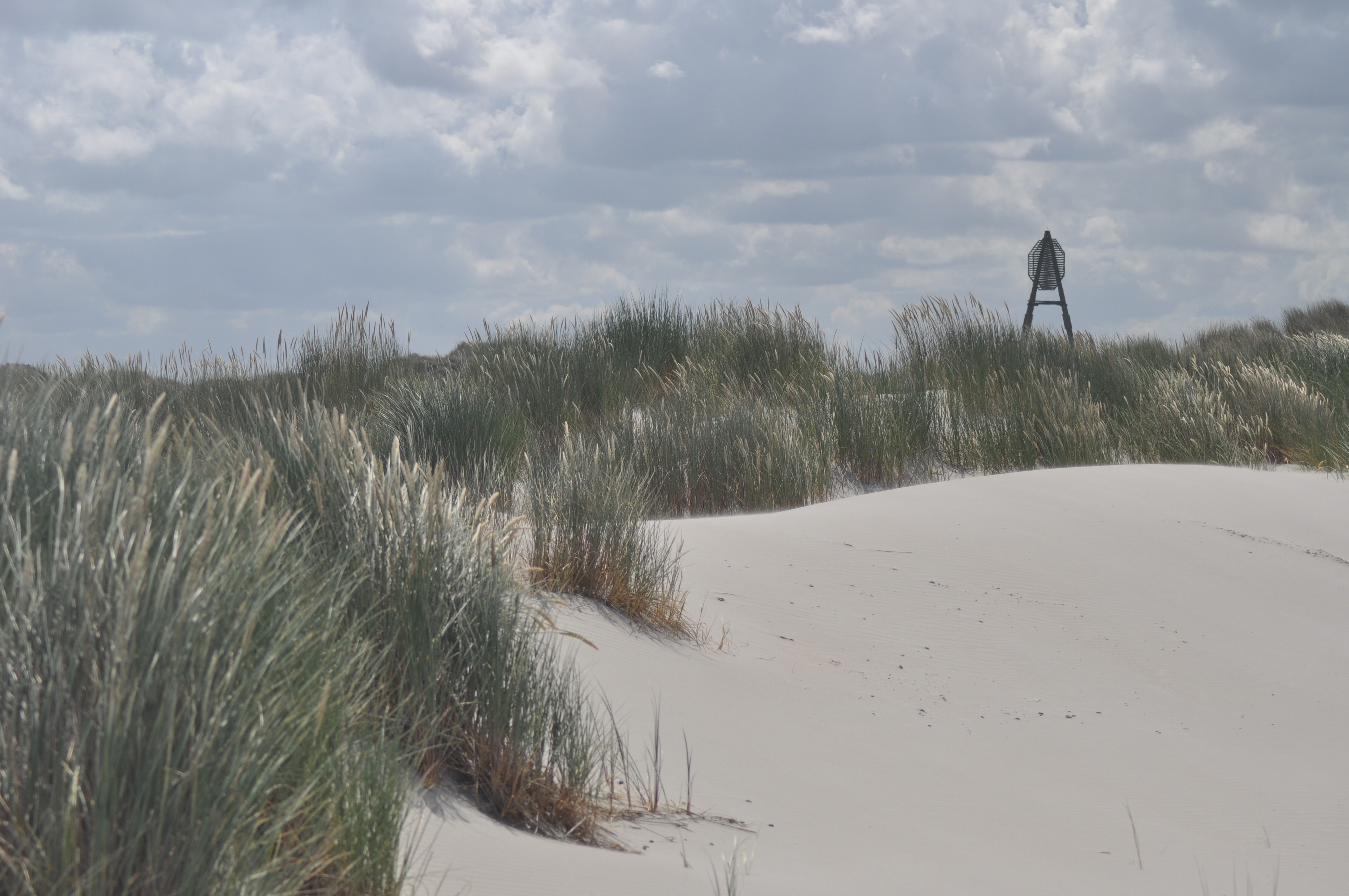
Песчаные дюны
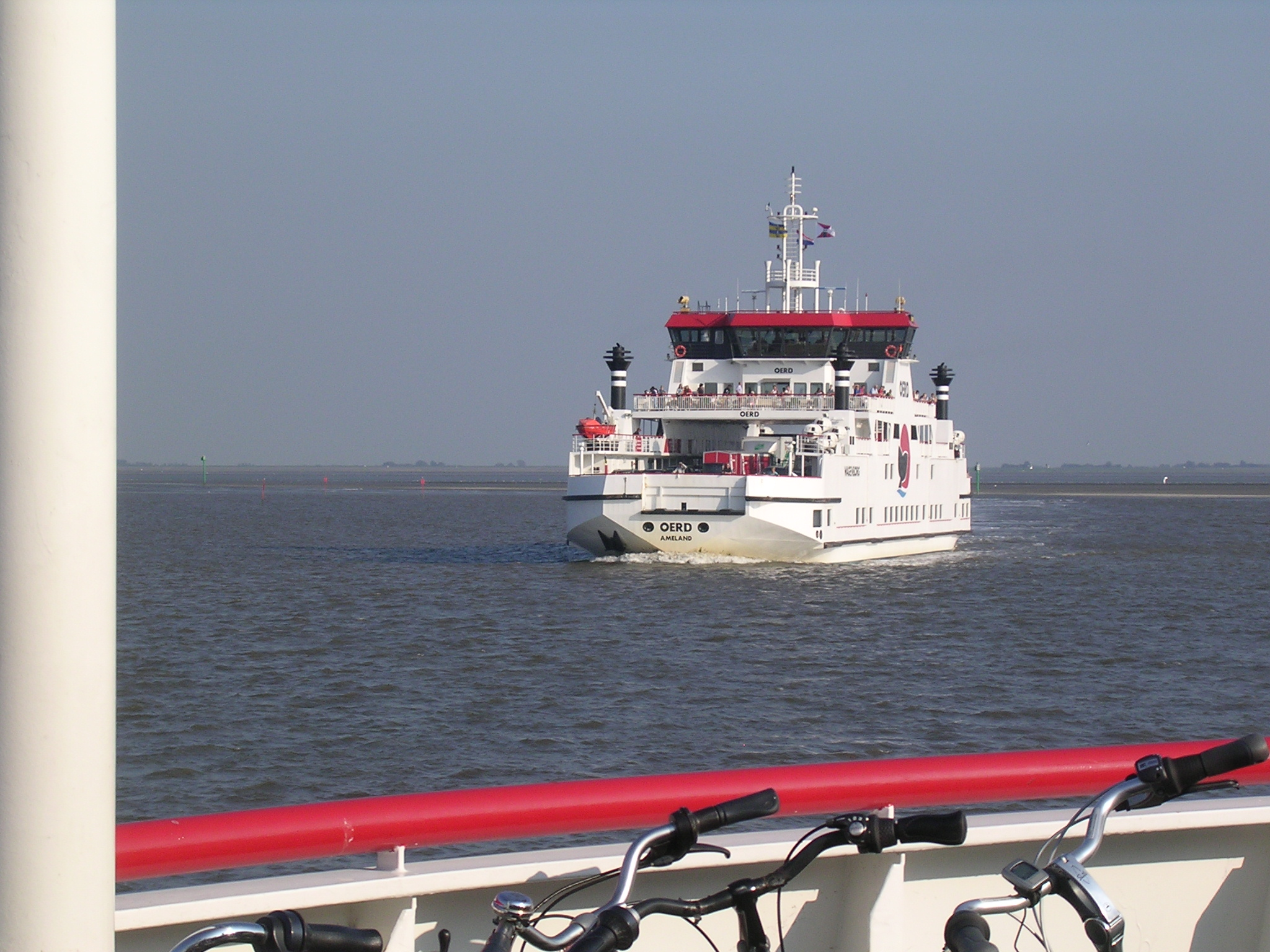
Паром "Урд"